# 米 (单位)
，舊譯「邁當」、「米達」、「米突」，是国际单位制基本长度单位，符号为m。
1米的长度最初定义为通过巴黎的子午线上从地球赤道到北极点的距离的千万分之一。其后随着人们对度量衡学的认识加深，米的长度的定义几经修改。从1983年至2019年，米的长度已经被定义为“光在真空中于{\displaystyle {\frac {1}{299792458}}}秒内行进的距离”，在2019年国际单位制基本单位重新定义以后，被改写为包括以铯频率ΔνCs来表示的秒的定义。

## 拼寫
國際度量衡局使用的英文拼寫是「metre」。大部分英語國家均使用「metre」，但美國和菲律賓則採用「meter」。其他日耳曼語族，包括德語、荷蘭語及北日耳曼语支也使用「Meter」。
此外，各地的英語中「-meter」均表示計量工具，而從不會寫成「-metre」，例如電流計（ammeter）及車速錶（speedometer）。這都是源於希臘語中的長度單位。

## 历史

### 提出及命名

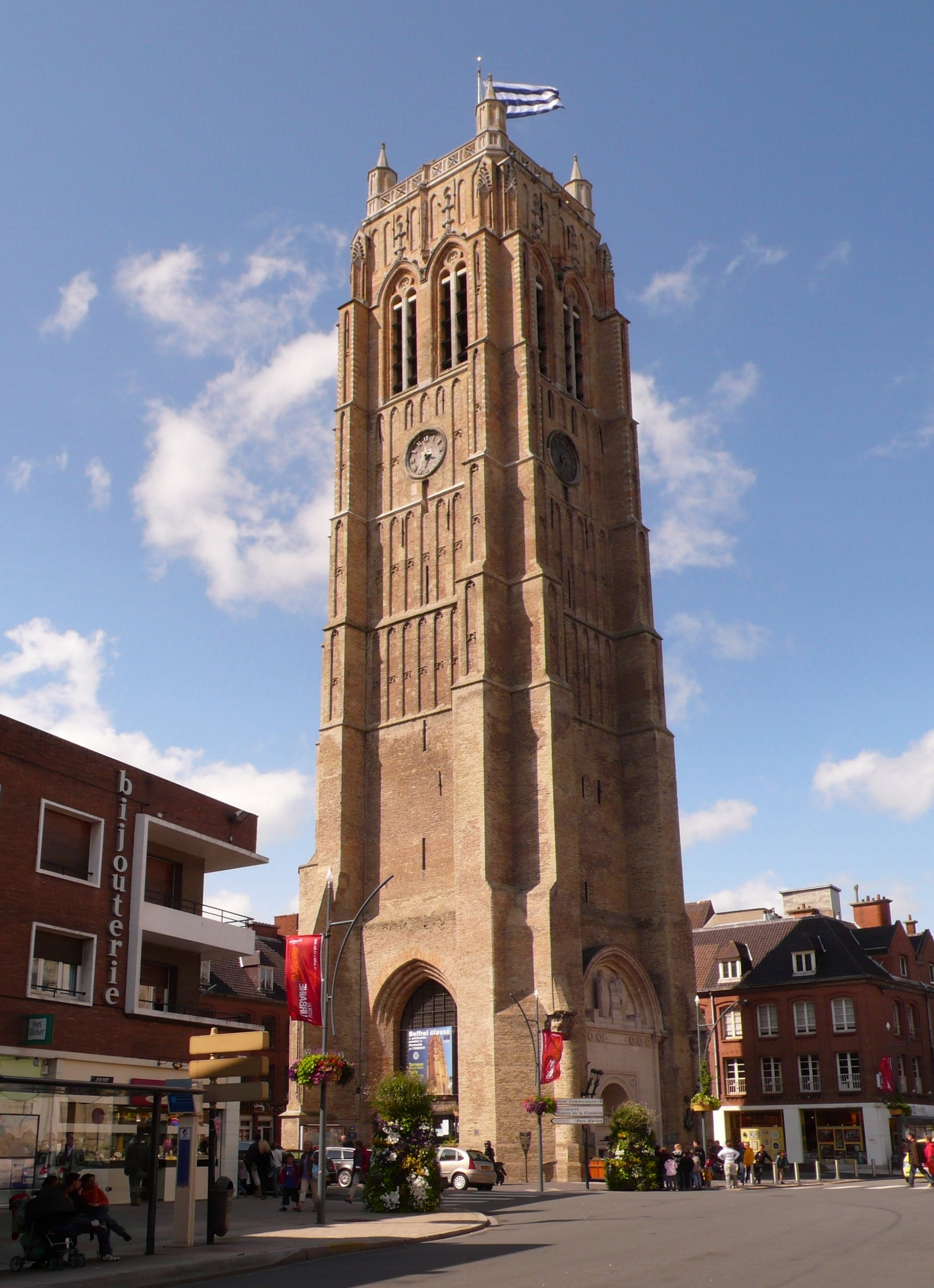
法国敦刻尔克钟楼，为米标准所测子午线弧的北端

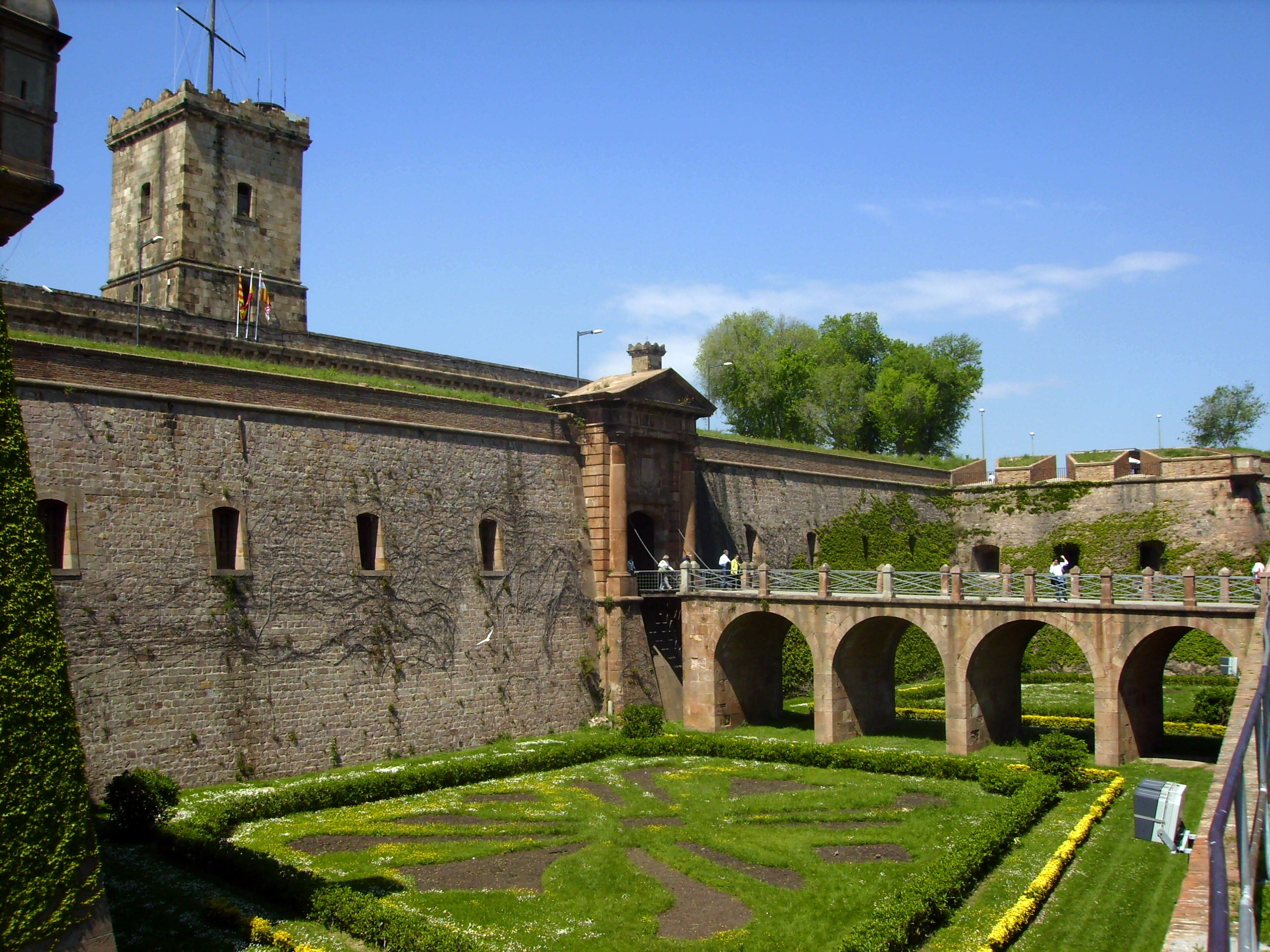
巴塞罗那的蒙特惠奇堡，为米标准所测子午线弧的南端

1668年，英国哲学家和教士约翰·威尔金斯在一篇文章中提到，需要一个十进制的标准的长度单位系统。1675年，意大利科学家蒂托·利维奥·布拉蒂尼在他的著作《通用度量衡》（Misura Universale）使用了從希腊语μέτρον καθολικόν（métron katholikón）衍生而来的一詞，意思是「通用测量单位」。1789年法国大革命胜利后，国民公会命令法国科学院组织一个委员会来标准的度量衡制度。委员会提议了一套新的十进制的度量衡制度，并建议以通过巴黎的子午线上从地球赤道到北极点的距离的千万分之一作为标准单位。他们将这个单位称之为mètre，意即“测量”。法国国民公会在1793年采纳了这套系统。metre出现在英语裡可以追溯到1797年。

### 子午线的定义
在1668年，威尔金斯建议用钟摆的方法来确定标准长度。另外一种方法建议使用子午线上从地球赤道到北极点的距离的千万分之一来作为标准长度。最后法国科学院在1791年选定了子午线的定义。该院认为要确保基本单位恒定不变，应以自然的物理量为基础。而地球表面的各处的重力有轻微的不同，会影响钟摆的测量。
法国科学院指派了让·巴蒂斯特·约瑟夫·德朗布尔和皮埃尔·梅尚领导了一支勘测队，测定了从敦刻尔克钟楼到巴塞罗那的蒙特惠奇堡的距离，以确定这段子午线的弧长。这段弧长是巴黎子午线的一部分。这次勘测从1792年持续到1799年。
尽管地球不规则的表面并不是完美的球形，但法国还是在1793年采纳了这次测量的结果来确定标准米的长度。日后人们发现，由于误算了地球的扁率而错算了弧长，第一个存档米原器的长度比子午线定义的米少1/5毫米。但这个长度还是被当作了标准。也因此，最后地球通过极点的周长要比4千万米多一点（40,007,863 m）。

### 米原器

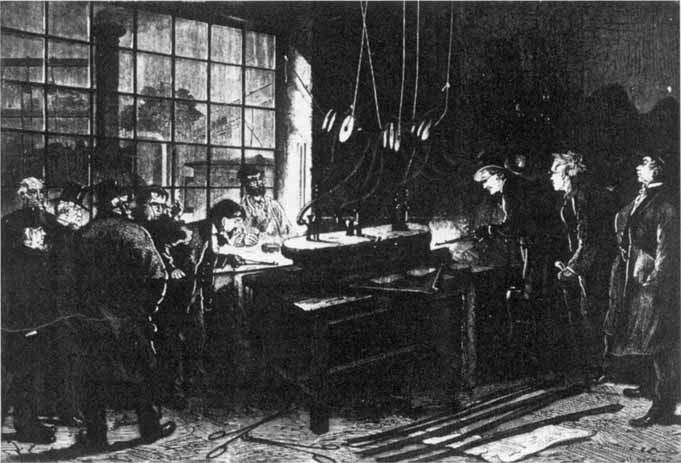
1874年制作米原器

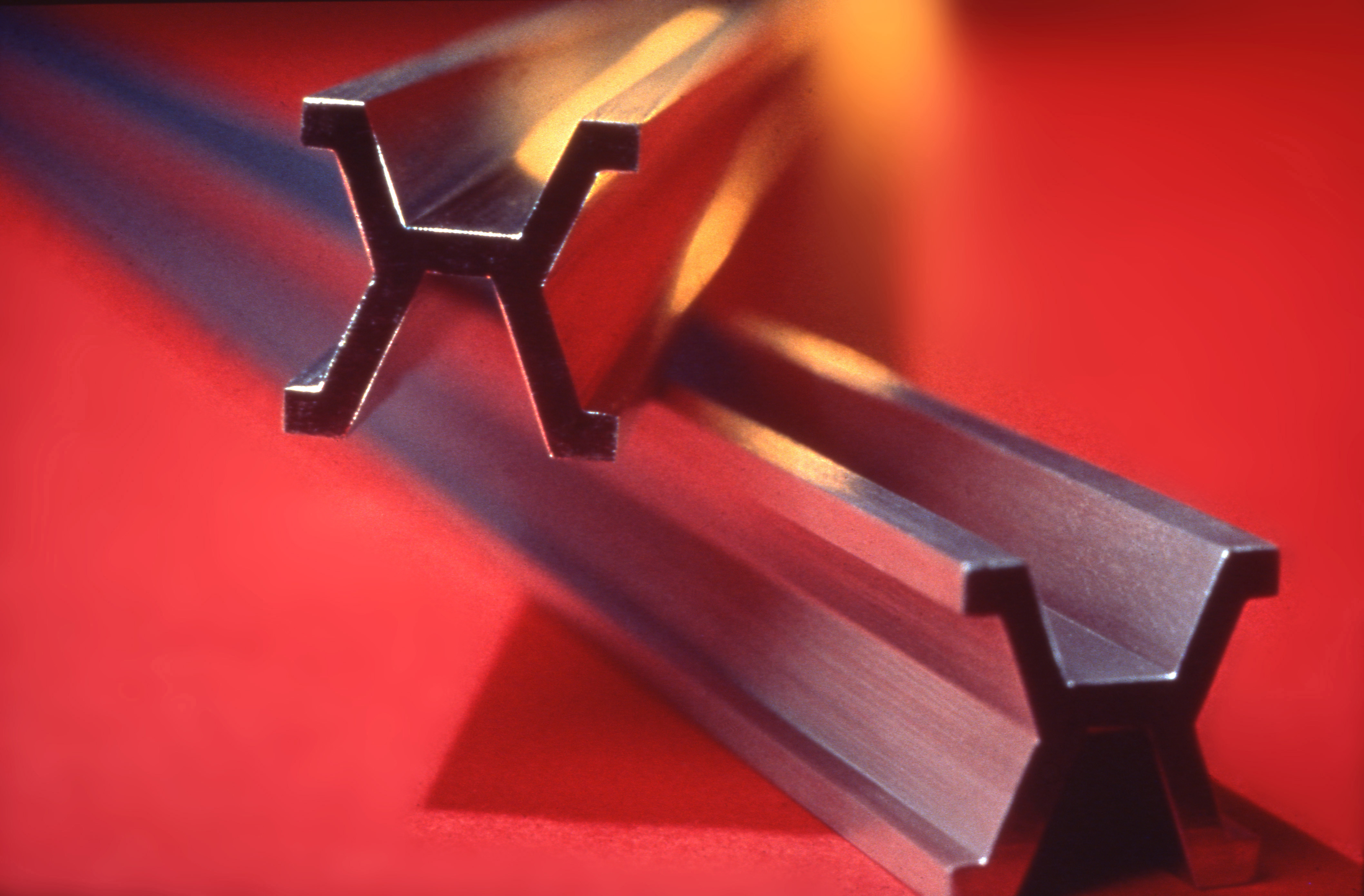
1889年國際度量衡局改良第一代米原器的設計，所製作了的Ｘ形鉑銥合金棒，在1889年-1960年间都是米的标准

当子午线的测量还在进行时，委员会就根据临时结果定制了一系列的铂金棒。当最后结果出来后，委员会选取了最接近测量计算结果的铂金棒作为米原器（Mètre des Archives），并于1799年6月22日存放在国家档案馆内。
1880年代，处于对精确度的要求，召开了一系列的国际大会来设计新的米标准。1875年的米制公约要求在法国塞夫尔建立一个永久的國際度量衡局。这个新组织将保存新的米原器和国际千克原器，并向各国分发米原器复制品，以及管理米制单位和非米制单位间的转换。该组织在1889年在首届國際度量衡大會召开时用鉑銥合金（90%的鉑和10%的銥）制造了一个新的米原器，并规定在冰的熔点温度时所测量到的国际米原器上两道刻度之间的距离为「1米」。

### 科學定義的演变
1960年國際度量衡大會改用氪（86Kr）原子的2P10与5D5能级间跃迁辐射在真空中的波长的165,0763.73倍定為標準公尺。最新的米的定義，1983年國際度量衡大會重新制定。因为氪（86Kr）不易取得，所以此次定義时使用了自然中随处可见的光，并且在1970年代光速的测定已非常精确，所以最终定义为“光在真空中行進{\displaystyle {\frac {1}{299792458}}}秒的距離”為「一標準米」，即光在真空中每秒移動約3億米。故此，一旦光速得到更精準的量度，改變的數值會是米而非光速。

## 市制近似稱呼
在台灣，「公分」等於厘米，即一百分之一米，原因是公「分」不定義自公「尺」，而是公「寸」的十分之一，來自舊制的近似對應：里＞引＞丈＞尺＞寸＞分＞釐
| 古制單位     | 里 | 引   | 丈   | 尺 | 寸 | 分  | 釐 |
| ------------ | -- | ---- | ---- | -- | -- | --- | -- |
| 台灣稱呼     |    | 公引 | 公丈 |    |    |     | /  |
| 中國大陸稱呼 | /  |      |      |    |    | 厘/ | 毫 |
| 香港稱呼     |    | -    | -    |    | -  |     |    |

## 米的各级单位
| 分数    | 分数 | 分数 |        | 倍数 | 倍数 | 倍数 |
| 值      | 符号 | 名稱 | 值     | 符号 | 名稱 |      |
| 10−1 m  | dm   |      | 101 m  | dam  |      |      |
| 10−2 m  | cm   |      | 102 m  | hm   |      |      |
| 10−3 m  | mm   |      | 103 m  | km   |      |      |
| 10−6 m  | µm   | 微米 | 106 m  | Mm   | 米   |      |
| 10−9 m  | nm   |      | 109 m  | Gm   | 吉米 |      |
| 10−12 m | pm   | 皮米 | 1012 m | Tm   | 米   |      |
| 10−15 m | fm   | 飛米 | 1015 m | Pm   | 拍米 |      |
| 10−18 m | am   | 阿米 | 1018 m | Em   | 艾米 |      |
| 10−21 m | zm   | 米   | 1021 m | Zm   | 米   |      |
| 10−24 m | ym   | 米   | 1024 m | Ym   | 米   |      |
| 10−27 m | rm   | 柔米 | 1027 m | Rm   | 米   |      |
| 10−30 m | qm   | 亏米 | 1030 m | Qm   | 米   |      |

## 和其他单位转换
| 米单位（換算非SI单位） | 米单位（換算非SI单位） | 米单位（換算非SI单位） | 米单位（換算非SI单位） | 非SI单位（換算米单位） | 非SI单位（換算米单位） | 非SI单位（換算米单位） | 非SI单位（換算米单位） |
| ---------------------- | ---------------------- | ---------------------- | ---------------------- | ---------------------- | ---------------------- | ---------------------- | ---------------------- |
| 1 米                   | ≈                      | 1.0936                 | 码                     | 1 码                   | ≡                      | 0.9144                 | 米                     |
| 1 米                   | ≈                      | 39.370                 | 英寸                   | 1 英寸                 | ≡                      | 0.0254                 | 米                     |
| 1 厘米                 | ≈                      | 0.39370                | 英寸                   | 1 英寸                 | ≡                      | 2.54                   | 厘米                   |
| 1 毫米                 | ≈                      | 0.039370               | 英寸                   | 1 英寸                 | ≡                      | 25.4                   | 毫米                   |
| 1 米                   | ≡                      | 1×1010                 | 埃                     | 1 埃                   | ≡                      | 1×10−10                | 米                     |
| 1 纳米                 | ≡                      | 10                     | 埃                     | 1 埃                   | ≡                      | 100                    | 皮米                   |